# Dům čp. 5 (Bubeneč)
Dům čp. 5 (Obornický dvorec) v Bubenči v Praze je zaniklý dům a hospodářský dvůr, který stál v centru obce na bývalé návsi západně od kostela svatého Gottharda. V letech 1958–1973 byl chráněn jako nemovitá kulturní památka České republiky.

## Historie
Dvůr vznikl pravděpodobně v 15. století. V té době byl domovem oborníků, správců bubenečské Královské obory. V roce 1668 jej koupil pražský arcibiskup Matouš Ferdinand Sobek z Bílenberka, který dal statek přebudovat na své letní sídlo. Později dvůr patřil šlechticům a bankéřům. Kolem roku 1715 byl úředníky zemských desek dvorec a k němu patřící pozemky nazván jako „Střední Ovenec“. Po roce 1800 stálo na jeho pozemcích divadlo a v zahradě čínský pavilon a ozdobná studna. V průběhu 19. století získala budova klasicistní vzhled.
Později areál chátral. Jeho poslední opravy proběhly v roce 1956. Po roce 1975 byl zbořen. Na jeho místě a na místě sousedního bývalého hospodářského dvora čp. 4 byla postavena škola pro sovětské (ruské) velvyslanectví.

## Popis
Dvojkřídlá jednoposchoďová budova stála na půdorysu písmene „L“. Trojosý střed členily pilastry se dvěma volutami v hlavicích. Vzadu v patře byla zděná podklenutá pavlač, přístupná vnějším schodištěm; zábradlí měla prokrajováno oválnými otvory. Přízemí v přední budově bylo zaklenuto valeně s výsečemi, zadní křídlo mělo valené klenby s výsečemi vytaženými do hřebínků. Severně od hlavní budovy stálo přízemní stavení, které mělo zaklenutí plackami. Klenby zadního křídla hlavní budovy pocházely z období baroka, přední budova byla přestavěna kolem roku 1825.
V pozadí zahrady při ohradní zdi stál gloriet s lomenými okny, jehož přízemí bylo hranolové a patro polygonální. Kryla jej vysoká jehlancová střecha s šindelem (gloriet pocházel pravděpodobně z roku 1796).